# Agnes Mulder
Agnes Henriëtte Mulder (Hardenberg, 21 de outubro de 1973) é uma política neerlandesa. É membro da Segunda Câmara, desde 2012, e membro do Apelo Democrata-Cristão (Christen-Democratisch Appèl, CDA).

## Biografia

### Anos iniciais
Estudou Inglês e Relações internacionais na Universidade de Groningen entre 1992 e 1998 e Liderança na Nyenrode Business University entre 2010 e 2011.
Foi gerente de contas e estagiária de gestão no ABN AMRO, entre 1998 e 2004.

### Política

#### Início
É membro do partido político Apelo Democrata-Cristão (Christen-Democratisch Appèl, CDA). Entre 2003 e 2010, foi membro provincial do CDA em Drente e, em 2004, foi gerente da filial de Drente da Câmara de Comércio Norte da Holanda. Entre 11 de março de 2010 e 20 de setembro de 2012, foi líder partidária do CDA na Câmara Municipal de Assen.

#### Segunda Câmara
Desde 20 de setembro de 2012, é membro da Segunda Câmara, estando em seu terceiro mandato consecutivo (2012–2017, 2017–2021 e 2021–atual). É porta-voz para relações exteriores, energia, clima e sustentabilidade. Preside o Comitê Permanente de Assuntos Econômicos e Clima.
Entre 2003 e 2007, foi eleita pelos pares a "Melhor Membro do Parlamento". Em 2009, foi candidata ao Parlamento Europeu e conquistou quase 16 mil votos, mas não foi eleita.
| “                                                                                                  | Não consigo imaginar um ambiente sem natureza. Eu cresci em Hardenberg com belas florestas ao meu redor. Dou grande importância a isso e desejo às pessoas aqui na cidade que também tenham a natureza por perto. Acho que a natureza te deixa mais feliz, te ensina a colocar as coisas em perspectiva e acho que até faz bem para a saúde. | ” |
| — Agnes Mulder, em 2021, em entrevista ao Greenpeace, quando perguntada sobre o valor da natureza, | |   |

## Vida pessoal
Atualmente, mora em Assen, capital da província de Drente.